# イエンチャウ県
イエンチャウ県（イエンチャウけん、ベトナム語：Huyện Yên Châu / 縣安州?）は、ベトナム社会主義共和国ソンラ省の県。面積は843km²、人口は75,800人（2019年）である。

## 行政区画
1市鎮14社を管轄する。